# Ted Burgin
Edward „Ted” Burgin (Bradfield, 1927. április 29. – 2019. március 26.) angol labdarúgókapus.
Az angol válogatott tagjaként részt vett az 1954-es labdarúgó-világbajnokságon.